# Procambarus zapoapensis
Procambarus zapoapensis är en kräftdjursart som beskrevs av Villalobos 1954. Procambarus zapoapensis ingår i släktet Procambarus och familjen Cambaridae. IUCN kategoriserar arten globalt som nära hotad. Inga underarter finns listade i Catalogue of Life.